# MEVA GmbH
MEVA Schalungs-Systeme GmbH is een Duits bedrijf en opgericht in 1970. Vandaag de dag is het een van de grootste leveranciers in bekistings- en ondersteuningssystemen. Het hoofdkantoor en de fabriek is gevestigd in de plaats Haiterbach in het Duitse Zwarte Woud. De onderneming is zeer innovatief op het gebied van betonstorttechnieken. Zij hebben enkele belangrijke vernieuwingen ontwikkeld, die tegenwoordig als de branchestandaard worden gezien. De hoofdvestiging in Haiterbach (Duitsland), meegerekend, heeft de onderneming wereldwijd 122 dochterbedrijven en distributiecentra.

## Geschiedenis

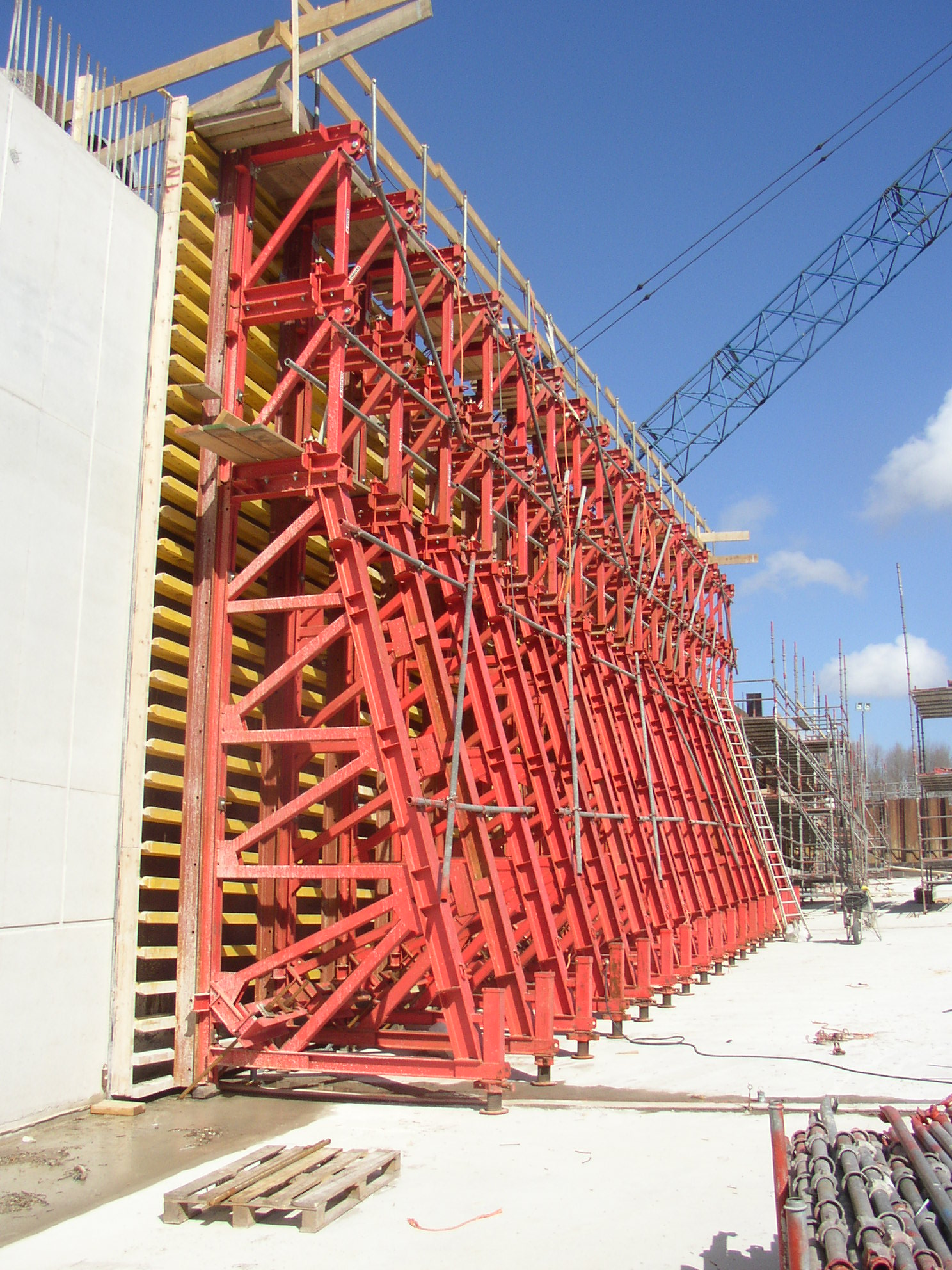
STB, enkelzijde wandbekisting

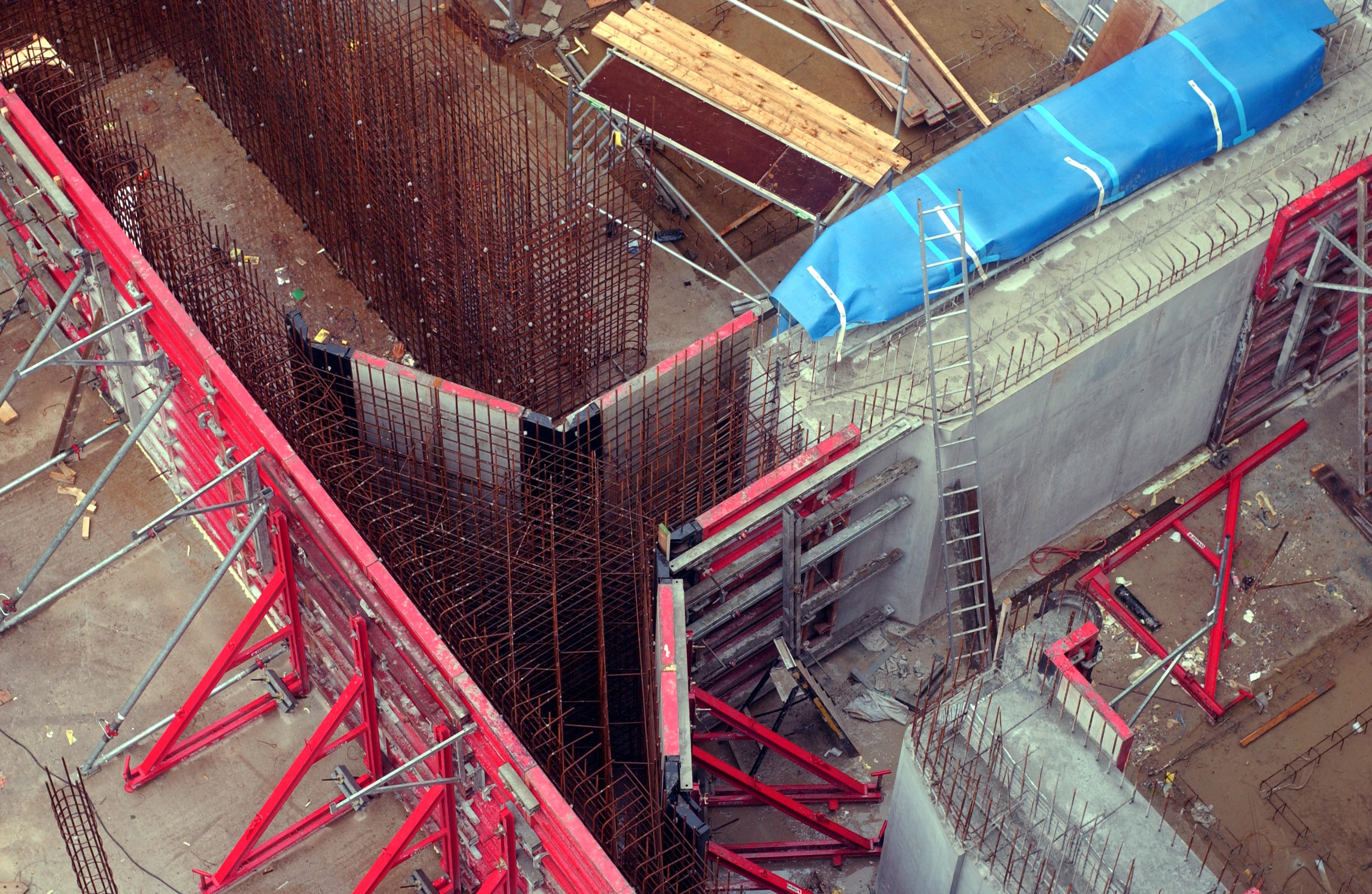
MAMMUT 350, wandbekisting

MEVA Schalungs-Systeme is begin jaren 70 opgericht door de huidige directeur Gerard Dingler. De naam MEVA is afgeleid van MetallVerArbeitung (metaalverwerking). Het idee destijds was om een kraan-onafhankelijk systeem te ontwikkelen dat modulair opgebouwd kon worden. Hiermee is de onderneming de eerste fabrikant die een dergelijk systeem op de markt heeft gebracht.
- 1970 - introductie van een modulair bekistingssysteem (systeembekisting)
- 1977 - bekistingsslot wordt uitgevonden, vandaag de dag de branchestandaard
- 1979 - introductie van het gesloten profiel
- 1988 - de onderneming introduceert het eerste handzame bekistingssysteem
- 1992 - introductie van modulaire vloerbekisting, bestaand uit drie onderdelen
- 1994 - ondersteuning voor vloerbekisting, dat kan blijven staan als ondersteuning (MEP)
- 2000 - de onderneming stapt over naar kunststof bekistingsplaten
- 2001 - introductie van Engelse maatvoering voor de Amerikaanse markt
- 2005 - de veiligste wandbekisting (Securit) wordt geïntroduceerd, die voldoen aan de veiligheidsnormen in Frankrijk
- 2007 - introductie van de automatische klimbekisting

## Productoverzicht
MEVA levert onder meer wandbekisting, vloerbekisting, kolombekisting, klimbekisting, enkelzijde bekisting, diverse ronde bekistingssystemen, paneelbekisting, ondersteuning, schoorbokken, diverse bevestigingsmaterialen (klemmen en sloten), verhuurplus, service en training.

## Projecten
Enkele voorbeelden van projecten die gerealiseerd zijn met MEVA systeembekisting:
- Hogesnelheidslijn Schiphol - Antwerpen, Spoorbrug Hollands Diep, Nederland - MEVA MAMMUT 350 is toegepast als waterkering en bekisting.
- Burj Dubai, Dubai, Verenigde Arabische Emiraten - MevaDeck en het automatische klimsysteem.